# Flagge des Northern Territory

Seitenverhältnis 1:2

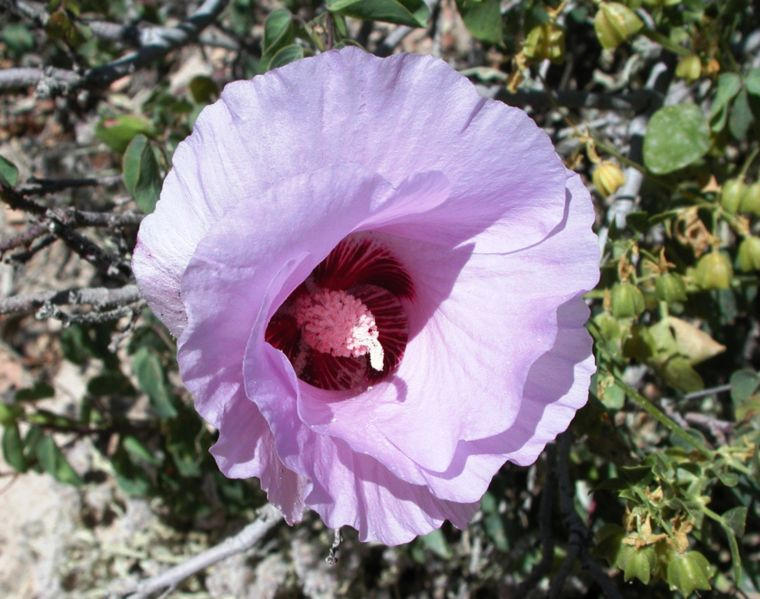
Die Sturt's Desert Rose, Emblem der Flagge des Northern Territory

Die Flagge des Northern Territory wurde von Robert Ingpan entworfen und am 1. Juli 1978 eingeführt. Sie unterscheidet sich merklich von jenen der australischen Bundesstaaten, da sie keine Variante der britischen Blue Ensign ist. Vom Design her erinnert sie an die Flagge des Australian Capital Territory.
Auf dem ockerfarbenen Flugteil der Flagge ist in Weiß eine landestypische Pflanze abgebildet, die Sturt's Desert Rose (Gossypium sturtianum); diese wird jedoch mit sieben (statt botanisch korrekt fünf) Blütenkronblättern dargestellt. Sie wurde bereits am 12. Juli 1961 als Emblem des Northern Territory verkündet. Der siebenstrahlige schwarze Stern in der Rose steht in Analogie zum Commonwealth Star der Flagge Australiens für die sechs Bundesstaaten und das Northern Territory. Das Ocker symbolisiert die rostrote Färbung, die das Landschaftsbild beherrscht. Das Kreuz des Südens auf der Liekseite erscheint in Form weißer Sterne auf schwarzem Feld.
Die Zeremonie zur Flaggeneinführung wurde anlässlich der Bewilligung zur Selbstverwaltung des Northern Territory auf einem hafennahen Platz in Darwin durchgeführt und feierlich mit 19 Salutschüssen der HMAS Derwent anerkannt.